# Johann Caspar Lecke
Johann Caspar Lecke (* 14. März 1694 in Iserlohn; † 21. Januar 1785 ebenda) war Unternehmer, Oberbürgermeister von Iserlohn und Lokalhistoriker. Er verfasste die erste umfassende Stadtchronik, die aus 267 handschriftlichen Seiten bestand und heute im Iserlohner Stadtarchiv aufbewahrt wird.

## Privates
Lecke wurde als Sohn des Kaufmanns Anton Lecke geboren und heiratete 1722 Anna Sophie Brune aus Iserlohn. Kinder: Luise Lecke (Ehefrau von Karl Georg von Raumer), Caspar Friedrich Anton Lecke.
Ab 1742 erbaute er auf dem „Ackenbrock“ ein großes Wohnhaus mit Stallungen, Remise und einem Saal. Rund um den Hof, der „Casparstein“ genannt wurde, errichtete man einen weitläufigen Park, den Vorläufer der heutigen Parkanlage auf der Alexanderhöhe. Der Hof besaß eine eigene Wasserleitung und Brunnen. Mit seinen exotischen Pflanzen und einer langen Hecke setzte Lecke hier einen städtebaulichen Akzent, der noch heute die südliche Innenstadt prägt. 1862 kaufte Alexander Löbbecke das Gelände und errichtete dort Schützenhalle und Schützenplatz für den Iserlohner Bürger-Schützenverein.

## Karriere
1715 erhielt Lecke den Titel Dr. jur. nach seinem Studium in Köln, Jena, Halle und Duisburg. In den ersten Jahren seiner Berufstätigkeit war er Advokat und Magistratssyndikus für Menden, Arnsberg und Neuenrade. In den 1730er Jahren erschien das Unternehmertum in der Metallverarbeitungsindustrie in seinem Lebenslauf. Er beteiligte sich an der ersten Kratzendraht-Fabrik in Iserlohn und initiierte die Gründung einer Messing-Gewerkschaft mit Zinkhütte und Messingschmelzerei in der Grüne. 1733 gründete er die Saline Königsborn.
1737 wurde Lecke zum Oberbürgermeister von Iserlohn gewählt. Unter seiner Ägide wuchs die Stadt flächenmäßig. 1738 wurde das erste steinerne Rathaus der Stadt am „Marktplatz“ (heute „Alter Rathausplatz“) errichtet. 1763 schlug er die Errichtung eines Waisenhauses vor, um den vielen Waisenkindern nach dem Siebenjährigen Krieg (1756–1763) eine Unterkunft zu geben. Wegen Streitereien zwischen der evangelischen Kirche und der Verwaltung verschob sich der Bau bis 1771.